# اوزلم دمیرل
اوزلم الف دمیرل (انگلیسی: Özlem Alev Demirel، زادهٔ ۱۰ مارس ۱۹۸۴) سیاستمدار ترکیه‌ای-آلمانی کردتبار است. او نامزد حزب چپ در انتخابات پارلمان اروپا در سال ۲۰۱۹ بود و در ۲۹ مه ۲۰۱۹ به پارلمان راه یافت.